# Roseggerwarte (Graz)

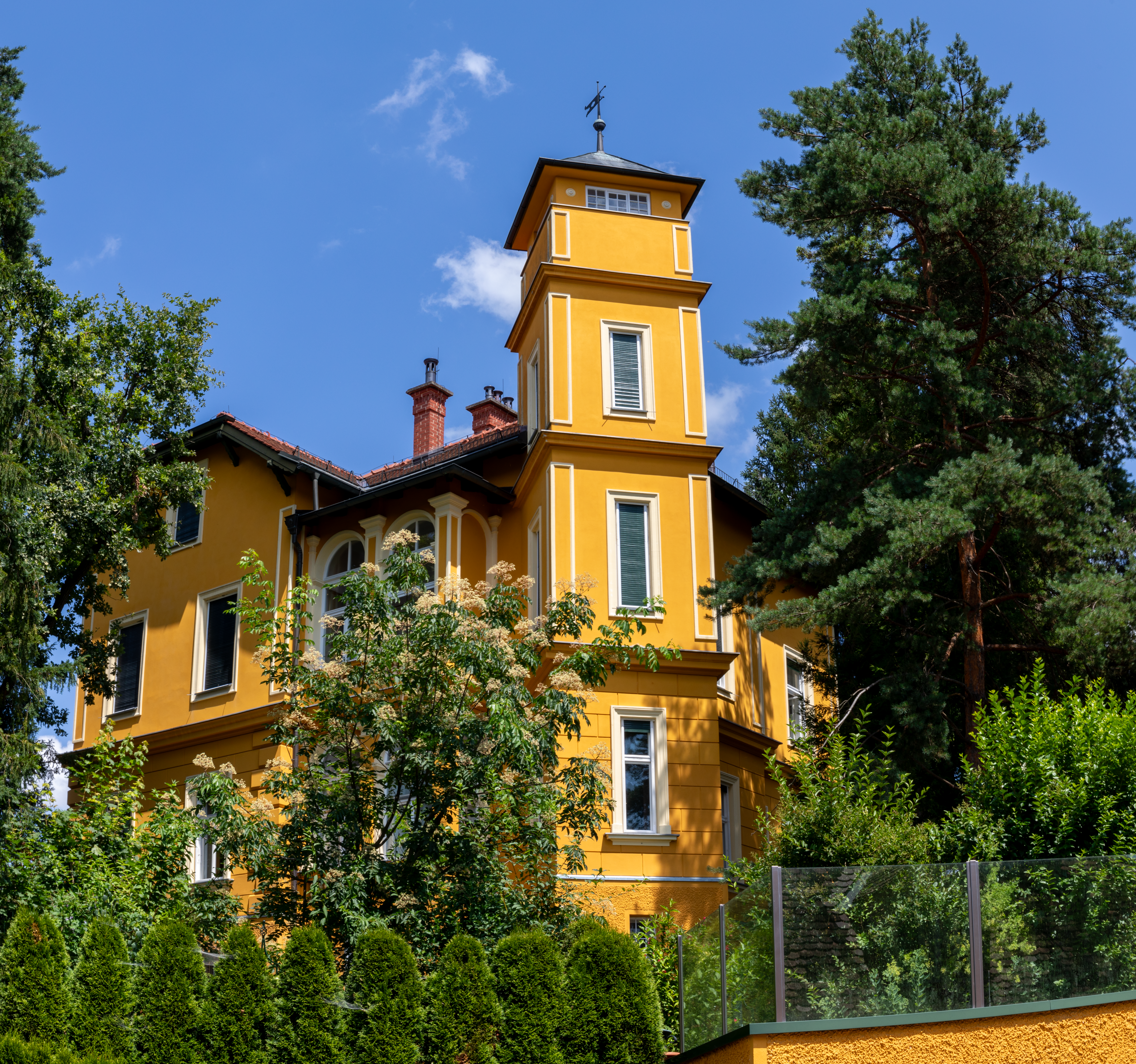
Roseggerwarte in der Rudolfstraße

Die Roseggerwarte am Ruckerlberg ist eine Aussichtswarte im neunten Grazer Stadtbezirk Waltendorf.
Die Warte, benannt nach dem steirischen Dichter Peter Rosegger ist ein im 19. Jahrhundert errichteter turmartiger Erker einer Gründerzeitvilla am Ruckerlberg. Josef Zwicknagel, Besitzer eines Delikatessengeschäfts, wollte die Warte Besuchern öffnen. Der Ansturm hielt sich in Grenzen und die Villa wurde verkauft. Die Roseggerwarte, im Gegensatz zu den anderen Grazer Warten nicht freistehend, ist nicht öffentlich zugänglich.